# Sit Down, Man
Sit Down, Man es el segundo mixtape de la agrupación estadounidense de hip hop Das Racist. Fue publicado de manera grauita por los sellos Greedhead Music, Mishka y Mad Decent el 14 de septiembre de 2010. Obtuvo más de 40.000 descargas en su primera semana de lanzamiento. El 16 de septiembre de 2010 se llevó a cabo un espectáculo de lanzamiento de álbum en Santos Party House.

## Producción
El mixtape es producido por Teengirl Fantasy, Chairlift, Diplo, Keepaway y Boi-1da, entre otros. Incluye apariciones especiales de Fat Tony, El-P, Kassa Overall, Roc Marciano y Lakutis.

## Lista de canciones
| N.º | Título                                                                | Productor(es)    | Duración |  |
| 1.  | «WKCR Stretch and Bobbito Show (Intro)» (con Quincy Jones (discurso)) |                  | 0:27     |  |
| 2.  | «All Tan Everything» (con Jay-Z (sample))                             | Sabzi            | 4:12     |  |
| 3.  | «Puerto Rican Cousins»                                                | Gordon Voidwell  | 3:02     |  |
| 4.  | «Hahahaha JK?»                                                        | Boi-1da          | 5:48     |  |
| 5.  | «Rown Business» (con Kassa Overall)                                   | Kassa Overall    | 4:00     |  |
| 6.  | «Commercial»                                                          | Teengirl Fantasy | 4:09     |  |
| 7.  | «People Are Strange»                                                  | Devo Springsteen | 3:35     |  |
| 8.  | «Luv It Mayne» (con Fat Tony y Bo P.)                                 | Tom Cruz         | 3:17     |  |
| 9.  | «Amazing» (con Lakutis)                                               | Keepaway         | 4:00     |  |
| 10. | «Fashion Party» (featuring Chairlift)                                 | Chairlift        | 6:16     |  |
| 11. | «Rapping 2 U» (con Lakutis)                                           | Sha-leik         | 4:41     |  |
| 12. | «Rooftop» (con Despot)                                                | Dame Grease      | 4:56     |  |
| 13. | «Irresponsible» (con Lakutis)                                         | Like Magic       | 3:49     |  |
| 14. | «Return to Innocence»                                                 | Dash Speaks      | 5:09     |  |
| 15. | «Julia (The Very Best Remix)»                                         | Das Racist       | 3:57     |  |
| 16. | «Roc Marciano Joint» (con Roc Marciano)                               | Mike Finito      | 4:18     |  |
| 17. | «You Can Sell Anything»                                               | Diplo            | 3:03     |  |
| 18. | «Sit Down, Man» (con El-P)                                            | Scoop DeVille    | 3:55     |  |
| 19. | «Sit Down, People» (con Dapwell y Quincy Jones (discurso))            |                  | 0:57     |  |